# Euporus katanganus
Euporus katanganus là một loài bọ cánh cứng trong họ Cerambycidae.